# Bauteil (Bauwesen)
Das Bauteil ist im Bauwesen eine funktionelle Komponente eines Bauwerks. Nach der EN ISO 10209 wird ein Bauteil (englisch component, französisch composant) definiert als „Bestandteil einer Ausrüstung, das nicht weiter zerlegt werden kann, ohne seine grundlegenden Eigenschaften zu verlieren“. Es unterscheidet sich damit vom Einzelteil im technischen Sinn, das nach der gleichen Norm definiert ist als „Gegenstand, der nicht demontierbar ist“.
Prinzipiell kann sich ein Bauteil aus einer großen Anzahl Einzelteilen zusammensetzen. Entsprechend besteht ein Gebäudeteil aus mehreren Bauteilen (und ein Gebäude aus mehreren Gebäudeteilen).
Ein Bauteil im Bauwesen ist eine geometrisch oder funktionell zusammenhängende Fläche oder ein Körper, die einen einheitlichen Aufbau und Konstruktion aufweisen, wie zum Beispiel Wände, Stützen, Decken.  
Bauteilgruppen wie Türen, Fenster und Treppen, die nach der Fertigstellung des Rohbaus in die Bauwerksöffnungen eingesetzt werden (ohne in die Statik des Gebäudes einzugreifen), werden häufig als Bauelemente bezeichnet. 

Bauteilgruppen der Haus- und Versorgungstechnik werden demgegenüber eher als Komponenten der jeweiligen technischen Anlage betrachtet. 
Eine Aufzählung von Bauteilen im Bauwesen findet sich beispielsweise in der Anlage 3 Nr. 1–6 der dt. Energieeinsparverordnung (EnEV):
1. Außenwände
2. Fenster, Fenstertüren, Dachflächenfenster und Glasdächer
3. Außentüren
4. Dächer
4.1. Steildächer
4.2. Flachdächer
5. Wände und Decken gegen unbeheizte Räume, Erdreich und nach unten an Außenluft
6. Vorhangfassaden
In den Brandschutz-Normen DIN 4102-1 und DIN EN 13501-1 werden Bauteilen Feuerwiderstandsklassen zugewiesen. 